# Гэтлин (Аризона)
Гэтлин (англ. Gatlin Site) — археологический памятник и региональный культурный парк на территории штата Аризона, где обнаружен платформенный храмовый курган культуры Хохокам, а также остатки домов-колодцев, двух стадионов для игры в мяч, мусорных куч и доисторических каналов. В период 800—1200 годов нашей эры Гэтлин представлял собой важное поселение хохокамской культуры на большой излучине реки Хила. Эти люди были первыми поселенцами на юге Аризоны, где благодаря рекам Солт и Хила у пустыни Соноран возможно земледелие.
Причислен к Национальным историческим памятникам в 1964 году.
Археологический памятник расположен на территории города Хила Бэнд в штате Аризона.